# 赤羽由紘
赤羽 由紘（あかはね よしひろ、2000年6月29日 - ）は、長野県松本市出身のプロ野球選手（外野手、内野手）。右投右打。東京ヤクルトスワローズ所属。

## 経歴

### プロ入り前
松本市立筑摩野中学校では松本南シニアに所属。中学時代は体が細く、9番打者での起用だった。日本ウェルネス信州筑北高等学校に1期生として入学。進学後にウエイトトレーニングや食事の工夫で体格を大きくし、打球の飛距離を伸ばす。高校2年生の秋季長野県大会でチームは優勝。3年生の2018年には4番を打ったが、全国高等学校野球選手権長野大会はベスト8で敗退。高校時代の同期には速水将大がいる。

### BCリーグ時代
2018年11月に、ベースボール・チャレンジ・リーグ（ルートインBCリーグ）と四国アイランドリーグplusの合同トライアウトに参加し、11月22日の両リーグ合同ドラフト会議で希望入団先としていた地元球団の信濃グランセローズに特別合格、2019年に入団。初年度は56試合に出場。打率.245、本塁打6の成績を残す。
2020年は58試合に出場。打率.270、8本塁打の成績だった。9月30日にはリーグ選抜として東京ヤクルトスワローズ二軍との練習試合に出場、奥川恭伸から二塁打を放った。同年に、三塁手としてベストナインに選出されている。
2020年10月26日のNPBドラフト会議にて東京ヤクルトスワローズから育成選手2巡目指名を受けた。11月30日に契約金320万円、年俸280万円で仮契約を結んだ。信濃からは松井聖もヤクルトから育成3巡目指名を受け、入団している。担当スカウトは中西親志。

### ヤクルト時代
2021年4月15日、読売ジャイアンツとのイースタン・リーグ公式戦で、野上亮磨から二軍公式戦初本塁打を記録。フレッシュオールスターゲームの推薦選手に選ばれたが、出場選手からは漏れた。9月15日の埼玉西武ライオンズ戦ではサヨナラ安打を放つなどイースタン・リーグ公式戦73試合に出場し、打率.234、6本塁打、31打点、6盗塁の成績を残した。
2022年は春季キャンプを一軍でスタート。7月23日開催のフレッシュオールスターゲームに、チーム事情（のちに新型コロナウイルス陽性判定）で辞退した武岡龍世の代替選出として出場。6回から代打で途中出場して2四球を選んだのち、4対4で迎えた9回裏、二死、一・二塁の場面で左翼へサヨナラ本塁打を放ち、フレッシュオールスターMVPを受賞した。1963年から始まったフレッシュオールスターにおいて、サヨナラ試合は41年ぶり2度目、サヨナラ本塁打は今回が初めてである。赤羽自身にとっても初めてのサヨナラ本塁打であったという。同月29日までにイースタン・リーグ47試合に出場して、打率.239、3本塁打、24打点の成績を残し、同日付で支配下選手契約を結んだことが発表された。ヤクルト一軍本拠地でもある明治神宮野球場で8月1日に開催の「野球伝来150年プロアマ記念試合」のU-23 NPB選抜にも、辞退した選手の代替で直前にメンバー入り。6回に代打で出場すると、左翼へ2点本塁打を打った。同月6日、特例2022で抹消された村上宗隆の代替指名選手として初めて一軍に昇格し、同日の対読売ジャイアンツ戦（明治神宮野球場）で7番・三塁手として先発出場した。5回の第2打席で直江大輔から頭部付近への死球となり、直江は危険球退場。赤羽はそのまま走者として残り、その回に得点となる本塁を踏んだが、大事をとって次の回の守備から奥村展征に交代した。結局村上が翌日に戦線に復帰し、その1試合の出場のみで8日に登録を抹消された。14日の千葉ロッテマリーンズとのイースタン・リーグ公式戦ではサヨナラ本塁打を含む、自身初の1試合2本塁打を記録。9月13日に特例2022で抹消されたパトリック・キブレハンの代替指名選手として再び一軍に昇格した。
2023年は29試合に出場。同年9月3日の対阪神タイガース戦（明治神宮野球場）では9回一死無走者の場面で代打で出場し、伊藤将司からプロ入り初本塁打となる代打本塁打を放った。オフの11月14日に背番号が00に変更されることが発表された。
2024年は、オープン戦で15試合に出場し、打率.375（16打数6安打）、2本塁打、4打点と結果を残し、2年連続で開幕一軍入りした。オールスターゲーム以降は11打数7安打を記録するなど打撃好調であったが、7月31日の中日ドラゴンズ戦で左手甲に死球を受け交代。左手を2箇所骨折したことが発表された。
2025年は、春季キャンプを一軍でスタート。オープン戦で14試合に出場し、打率.239、1本塁打、7打点を記録した。
初の開幕スタメンに抜てきされ、左手中指負傷のため二軍調整中の山田哲人の穴を埋める「6番・二塁」で出場し、チーム初打点をマークした。その後も村上宗隆ら主力選手の離脱が相次ぎ、内外野を問わずに起用された。5〜6月は不振を極め北村拓己らに出番を譲ったが、7月5日の対中日戦で延長12回表に勝野昌慶から決勝2ラン本塁打、7月21日の対広島東洋カープ戦では2点ビハインドの場面でテイラー・ハーンから逆転サヨナラ3ラン本塁打を放つなど印象に残る活躍を見せた。このサヨナラ本塁打は、一度は左翼への三塁打に判定されたが審判によるビデオ判定で左翼ポールに当たる本塁打に認定された。2010年のリプレー検証導入以来、ビデオ判定で結果が覆りサヨナラ本塁打となった初のケースとなった。また打球がスタンドに入らなかったため、手元に返ってきた記念球をお立ち台で披露する場面もあった。

## 選手としての特徴・人物
内外野どこでもこなせる守備力を持ち、ヤクルトの担当スカウト・中西親志はドラフト指名挨拶の際に、「走攻守の三拍子がそろい、長打力があって右の強打者」という評価を述べている。
目標とする選手は山田哲人。
愛称は「ハネ」、「バネ」、「よっち」。

## 詳細情報

### 年度別打撃成績
| 年 度     | 球 団     | 試 合 | 打 席 | 打 数 | 得 点 | 安 打 | 二 塁 打 | 三 塁 打 | 本 塁 打 | 塁 打 | 打 点 | 盗 塁 | 盗 塁 死 | 犠 打 | 犠 飛 | 四 球 | 敬 遠 | 死 球 | 三 振 | 併 殺 打 | 打 率 | 出 塁 率 | 長 打 率 | O P S |
| --------- | --------- | ----- | ----- | ----- | ----- | ----- | -------- | -------- | -------- | ----- | ----- | ----- | -------- | ----- | ----- | ----- | ----- | ----- | ----- | -------- | ----- | -------- | -------- | ----- |
| 2022      | ヤクルト  | 10    | 12    | 10    | 1     | 1     | 0        | 0        | 0        | 1     | 0     | 0     | 0        | 1     | 0     | 0     | 0     | 1     | 5     | 0        | .100  | .182     | .100     | .282  |
| 2023      | ヤクルト  | 29    | 27    | 23    | 5     | 4     | 0        | 0        | 1        | 7     | 3     | 0     | 0        | 1     | 1     | 1     | 0     | 1     | 12    | 0        | .174  | .231     | .304     | .535  |
| 2024      | ヤクルト  | 36    | 65    | 58    | 4     | 14    | 2        | 0        | 2        | 22    | 6     | 4     | 0        | 4     | 1     | 1     | 0     | 1     | 16    | 0        | .241  | .262     | .379     | .642  |
| 通算：3年 | 通算：3年 | 75    | 104   | 91    | 10    | 19    | 2        | 0        | 3        | 30    | 9     | 4     | 0        | 6     | 2     | 2     | 0     | 3     | 33    | 0        | .209  | .245     | .330     | .575  |

- 2024年度シーズン終了時

### 年度別守備成績
内野守備
| 年 度 | 球 団    | 一塁  | 一塁  | 一塁  | 一塁  | 一塁  | 一塁     | 二塁  | 二塁  | 二塁  | 二塁  | 二塁  | 二塁     | 三塁  | 三塁  | 三塁  | 三塁  | 三塁  | 三塁     |
| 年 度 | 球 団    | 試 合 | 刺 殺 | 補 殺 | 失 策 | 併 殺 | 守 備 率 | 試 合 | 刺 殺 | 補 殺 | 失 策 | 併 殺 | 守 備 率 | 試 合 | 刺 殺 | 補 殺 | 失 策 | 併 殺 | 守 備 率 |
| ----- | -------- | ----- | ----- | ----- | ----- | ----- | -------- | ----- | ----- | ----- | ----- | ----- | -------- | ----- | ----- | ----- | ----- | ----- | -------- |
| 2022  | ヤクルト | -     | -     | -     | -     | -     | -        | 1     | 0     | 0     | 0     | 0     | ----     | 3     | 2     | 1     | 0     | 0     | 1.000    |
| 2023  | ヤクルト | -     | -     | -     | -     | -     | -        | 4     | 5     | 9     | 0     | 1     | 1.000    | 1     | 1     | 0     | 0     | 0     | 1.000    |
| 2024  | ヤクルト | 1     | 1     | 0     | 0     | 0     | 1.000    | 8     | 11    | 12    | 0     | 6     | 1.000    | 2     | 0     | 0     | 0     | 0     | ----     |
| 通算  | 通算     | 1     | 1     | 0     | 0     | 0     | 1.000    | 13    | 16    | 21    | 0     | 7     | 1.000    | 6     | 3     | 1     | 0     | 0     | 1.000    |

外野守備
| 年 度 | 球 団    | 外野  | 外野  | 外野  | 外野  | 外野  | 外野     |
| 年 度 | 球 団    | 試 合 | 刺 殺 | 補 殺 | 失 策 | 併 殺 | 守 備 率 |
| ----- | -------- | ----- | ----- | ----- | ----- | ----- | -------- |
| 2022  | ヤクルト | 4     | 5     | 0     | 0     | 0     | 1.000    |
| 2023  | ヤクルト | 20    | 12    | 0     | 0     | 0     | 1.000    |
| 2024  | ヤクルト | 10    | 20    | 0     | 0     | 0     | 1.000    |
| 通算  | 通算     | 47    | 40    | 1     | 0     | 0     | 1.000    |

- 2024年度シーズン終了時

### 表彰
- 月間サヨナラ賞：1回（2025年7月[52]）

### 記録

#### NPB
初記録
- 初出場・初先発出場：2022年8月6日、対読売ジャイアンツ20回戦（明治神宮野球場）、7番・三塁手で先発出場
- 初打席：同上、2回裏に直江大輔から空振り三振
- 初安打：2022年9月28日、対阪神タイガース24回戦（明治神宮野球場）、4回裏に伊藤将司から右前安打
- 初本塁打：2023年9月3日、対阪神タイガース22回戦（明治神宮野球場）、9回裏に伊藤将司から左中越ソロ[38][39]
- 初盗塁：2024年3月30日、対中日ドラゴンズ2回戦（明治神宮野球場）、8回裏に二盗[53]（投手：松山晋也、捕手：木下拓哉）

### 独立リーグでの打撃成績
| 年 度     | 球 団     | 試 合 | 打 席 | 打 数 | 得 点 | 安 打 | 二 塁 打 | 三 塁 打 | 本 塁 打 | 塁 打 | 打 点 | 盗 塁 | 盗 塁 死 | 犠 打 | 犠 飛 | 四 球 | 敬 遠 | 死 球 | 三 振 | 併 殺 打 | 打 率 | 出 塁 率 | 長 打 率 | O P S |
| --------- | --------- | ----- | ----- | ----- | ----- | ----- | -------- | -------- | -------- | ----- | ----- | ----- | -------- | ----- | ----- | ----- | ----- | ----- | ----- | -------- | ----- | -------- | -------- | ----- |
| 2019      | 信濃      | 56    | 171   | 155   | 21    | 38    | 12       | 3        | 6        | 75    | 26    | 0     | 0        | 1     | 2     | 12    | -     | 1     | 52    | 2        | .245  | .300     | .484     | .784  |
| 2020      | 信濃      | 58    | 221   | 185   | 42    | 50    | 9        | 3        | 8        | 89    | 43    | 4     | 2        | 0     | 4     | 28    | -     | 4     | 49    | 2        | .270  | .371     | .481     | .852  |
| 通算：2年 | 通算：2年 | 114   | 392   | 340   | 63    | 88    | 21       | 6        | 14       | 164   | 69    | 4     | 2        | 1     | 6     | 40    | -     | 5     | 101   | 4        | .259  | .340     | .479     | .820  |

### 背番号
- 5（2019年 - 2020年）
- 023（2021年 - 2022年7月28日）
- 71（2022年7月29日 - 2023年）
- 00（2024年 - ）